# Науруит
Науруит — историческое название фосфоритов, месторождения которых находились на тихоокеанском острове Науру, давшем название этой разновидности коллофана.
Науруит встречался в форме тонких, твёрдых и хрупких пластов, сформированных из доломита и обычного фосфата. Иногда служил цементирующим веществом между фосфатными зёрнами. Химический состав науруита такой же, как и у других фосфоритов. Содержание фтора — около 1,9 %.